# Aedes
Pour le bâtiment de Trieste, voir Palais Aedes.
Genre
Aedes  est un genre cosmopolite de moustiques (Culicidae) de la sous-famille des Culicinae et de la tribu des Aedini. 
D’un point de vue épidémiologique et écoépidémiologique, le genre Aedes, en particulier le sous-genre Stegomyia, est extrêmement important car certaines de ses espèces disposent de stratégies efficaces de dispersion, et peuvent être vectrices d’arboviroses humaines, telles que la dengue, le chikungunya, le zika, ou encore la fièvre jaune (non exhaustif).
Ce genre regroupe actuellement 263 espèces en 21 sous-genres (Harbach, 2007) ce qui en fait, en termes d’abondance d’espèces, le 5e genre de la famille (après les Culex (763), Ochlerotatus (550), Anopheles (455) et Uranotaenia (266 espèces)).
Aedes vient du grec signifiant « déplaisant », du fait de la forte gêne qu'entraîne la piqûre de ces moustiques nuisibles.

## Morphologie
Ce genre se distingue par les griffes dentées des pattes antérieures de la femelle, un abdomen pointu présentant rarement des marques métalliques argentées et un paratergite étroit et écailleux.

## Taxonomie

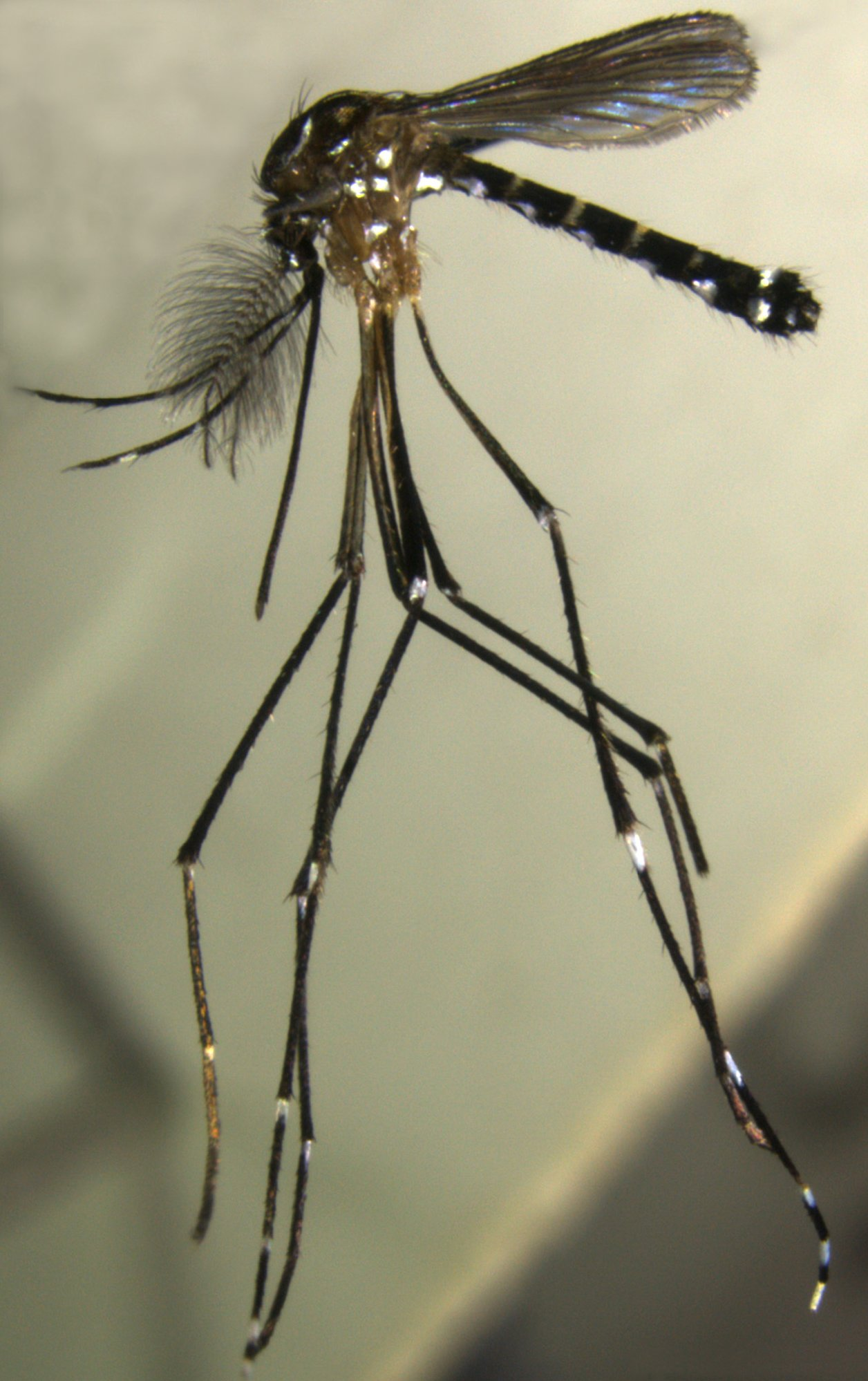
Stegomyia pia, espèce récemment décrite de Mayotte.

En 2000, Reinert divisa, sur la base des genitalia mâles et femelles, les 969 espèces du prolifique genre Aedes qu’il répartit en 2 genres : Aedes  conservant 23 sous-genres et 263 espèces et le genre Ochlerotatus Lynch Arribalzaga, 1891 (anciennement sous-genre du genre Aedes) réunifiant quant à lui 21 sous-genres et 550 espèces. Reinert et collaborateurs (2004) ont proposé de diviser la tribu des Aedini en 63 genres au lieu de 12, mais ils furent peu suivis.

### Liste des sous-genres au niveau mondial
- Aedes (Aedes) Meigen, 1818 (10 espèces : régions néarctique (A. cinereus) et paléarctique)
- Aedes (Aedimorphus) Theobald (région afrotropicale) (81 espèces)
- Aedes (Alanstonea)  Mattingly (2 espèces)
- Aedes (Albuginosus) Reinert, 1986	(9 espèces : région afrotropicale exclusivement)
- Aedes (Belkinius) Reinert (1 espèce)
- Aedes (Bothaella) Reinert, 1973 (5 espèces : région asiatique)
- Aedes (Cancraedes) Edwards
- Aedes (Christophersiomyia) Barraud (5 espèces)
- Aedes (Cornetius)
- Aedes (Diceromyia) Theobald région afrotropicale  24 espèces
- Aedes (Edwardsaedes)  Belkin (3 espèces)
- Aedes (Fredwardsius) Reinert, 2000  (1 espèce)
- Aedes (Huaedes)  Huang (3 espèces)
- Aedes (Indusius)  Edwards (1 espèce)
- Aedes (Isoaedes)  Reinert  (1 espèce)
- Aedes (Leptosomatomyia) Theobald  (1 espèce)
- Aedes (Lorrainea)  Belkin (5 espèces)
- Aedes (Neomelaniconion) Newstead  (25 espèces : régions afrotropicale et asiatique)
- Aedes (Paraedes) Edwards (7 espèces)
- Aedes (Pseudoarmigeres) Stone & Knight (5 espèces) (ex Dunnius)
- Aedes (Scutomyia) Theobald (1904) (9 espèces : région orientale)
- Aedes (Skusea) Theobald (4 espèces, région afrotropicale)
- Aedes (Stegomyia) Theobald  (110 espèces)

ref : Harbach (2007). The Culicidae (Diptera): a review of taxonomy, classification and phylogeny.

## Listes d'espèces

### Espèces rencontrées en Europe
- Aedes (Aedes) cinereus Meigen 1818[4]
- Aedes (Aedes) esoensis rossicus Dolbeskin, Goritzkaja & Mitrofanova 1930
- Aedes (Aedes) geminus Peus 1970
- Aedes (Aedimorphus) vexans (Meigen 1830)
- Aedes (Fredwardsius) vittatus (Bigot 1861)
- Aedes (Stegomyia) albopictus (Skuse 1894) (espèce exotique invasive, originaire d'Asie du Sud-Est)
- Aedes (Stegomyia) cretinus Edwards 1921

### Espèces rencontrées en Amérique du Nord
- Aedes (Aedimorphus) vexans (Meigen 1830)
  - Espèce cosmopolite (présente dans 73 pays). Plus actif à l'aube. Peut transmettre la maladie de Lyme et la fièvre du Nil occidental[5].

- Aedes (Aedes) cinereus(Meigen 1818)
- Aedes (Stegomyia) aegypti (Linnaeus 1762) (espèce exotique invasive, originaire d'Afrique)
- Aedes (Stegomyia) albopictus (Skuse 1894) (espèce exotique invasive, originaire d'Asie du Sud-Est)
- Aedes (Abraedes) papago Zavortink, 1970

### Liste d'espèces SelonITIS
- Aedes aboriginis Dyar, 1917
- Aedes abserratus (Felt & Young, 1904)
- Aedes aegypti (Linnaeus, 1762)
- Aedes albopictus (Skuse, 1895) - moustique-tigre
- Aedes aloponotum Dyar, 1917
- Aedes atlanticus Dyar & Knab, 1906
- Aedes atropalpus (Coquillett, 1902)
- Aedes aurifer (Coquillett, 1903)
- Aedes australis (Erichson)
- Aedes berlini Schick, 1970
- Aedes bieristatus Thurman & Winkler, 1950
- Aedes bimaculatus (Coquillett, 1902)
- Aedes brelandi Zavortink, 1972
- Aedes burgeri Zavortink, 1972
- Aedes campestris Dyar & Knab, 1907
- Aedes canadensis Theob.
- Aedes cantator (Coquillett, 1903)
- Aedes cataphylla Dyar, 1916
- Aedes churchillensis Ellis & Burst, 1973
- Aedes cinereus Meigen, 1818
- Aedes communis (De Greer, 1776)
- Aedes dasyorrhus (King & Hoogstraal)
- Aedes decticus Howard, Dyar & Knab, 1917
- Aedes deserticola Zavortink, 1969
- Aedes diantaeus Howard, Dyar & Knab, 1913
- Aedes dorsalis (Meigen, 1830)
- Aedes dupreei (Coquillett, 1904)
- Aedes euedes Walker, 1913
- Aedes excrucians (Walker, 1856)
- Aedes fitchii (Felt & Young, 1904)
- Aedes flavescens (Muller, 1764)
- Aedes fulvus
- Aedes grossbecki Dyar & Knab, 1906
- Aedes hemiteleus Dyar, 1924
- Aedes hendersoni Cockerell, 1918
- Aedes hexodontus Dyar, 1916
- Aedes impiger (Walker, 1848)
- Aedes implicatus Vockeroth, 1954
- Aedes increpitus Dyar, 1916
- Aedes infirmatus Dyar & Knab, 1906
- Aedes intrudens Dyar, 1919
- Aedes mariae (Sergent & Sergent)
- Aedes mediovittata Coquillett
- Aedes melanimon Dyar, 1924
- Aedes mercurator Dyar, 1920
- Aedes mitchellae (Dyar, 1905)
- Aedes monticola Belkin & Mcdonald, 1957
- Aedes muelleri Dyar, 1920
- Aedes nevadensis Chapman & Barr, 1964
- Aedes nigripes (Zwrrwearwsr, 1838)
- Aedes nigromaculis (Ludlow, 1906)
- Aedes niphadopsis Dyar & Knab, 1918
- Aedes papago Zavortink, 1970
- Aedes phoeniciae (Coluzzi & Sabatini)
- Aedes pionips Dyar, 1919
- Aedes portoricensis Ludlow
- Aedes provocans (Walker, 1848)
- Aedes pullatus (Coquillett, 1904)
- Aedes punctodes Dyar, 1922
- Aedes punctor (Kirby, 1837)
- Aedes purpureipes Aitken, 1941
- Aedes rempeli Vockeroth, 1954
- Aedes riparius Dyar & Knab, 1907
- Aedes scapularis (Rondani, 1848)
- Aedes schizopinax Dyar, 1929
- Aedes serratus
- Aedes sierrensis (Ludlow, 1905)
- Aedes sollicitans (Walker, 1856)
- Aedes spencerii (Theobald, 1901)
- Aedes squamiger (Coquillett, 1902)
- Aedes sticticus (Meigen, 1838)
- Aedes stimulans (Walker, 1848)
- Aedes taeniorhynchus (Wiedemann, 1821)
- Aedes thelcter Dyar, 1918
- Aedes thibaulti Dyar & Knab, 1910
- Aedes togoi (Theobald, 1907)
- Aedes tormentor Dyar & Knab, 1906
- Aedes tortilis (Theobald, 1903)
- Aedes triseriatus (Say, 1823)
- Aedes trivittatus (Coquillett, 1902)
- Aedes varipalpus (Coquillett, 1902)
- Aedes ventrovittis Dyar, 1916
- Aedes vexans (Meigen, 1830)
- Aedes zammitii (Theobald)
- Aedes zoosophus Dyar & Knab, 1918